# 伊藤忠治
伊藤  忠治（いとう ちゅうじ、1934年〈昭和9年〉5月2日 - 2013年〈平成25年〉5月19日）は、日本の政治家。
衆議院議員（6期）。中央選挙管理会委員長。出身の全電通労組（全国電気通信労働組合）を支持母体としている労組出身の郵政族議員。電電公社民営化後は、NTT労組を中心とする通信系労組である情報労連（情報産業労働組合連合会）を支持母体としていた。
支持者から「忠（ちゅう）さん」の愛称で親しまれていた。

## 経歴
1934年（昭和9年）、三重県津市北丸之内の自営業者（家具製造業）の家庭に生まれた。伊藤家は裕福な実業家だったが、戦後の混乱で父は事業に失敗して、伊藤家は貧困家庭となり働かざるをえなくなる。
15歳で地元の中学を卒業後、印刷会社に就職した。そこの社長にお願いして、真面目に昼間の時間帯に勤務する事を条件に、1950年（昭和25年）に津市高等学校（三重県立津商業高等学校の前身）の夜学（定時制課程）を受験した。その後の三重県立津実業高等学校（三重県立みえ夢学園高等学校の前身）定時制普通科に入学をした。自身で働いて稼いだ学費で通い、職場で丸1日働いてから学校へ自転車で駆けつけるのが一日の生活だった。メンタルな活動として、コーラス部に加入してコーラスサークルを立ち上げたり、男友達と黒人霊歌など音楽活動をして校内でメージャーなクラブになっていた。発声がうまくできず、た行のタ・チ・ツ・テ・トから始まる言葉はドモって発言できなかったと語っている。運動部の柔道では、柔道2段相当と言われたが、有段者の資格をとるお金がなかったので白帯のまま試合にのぞんでいた。
津実業高等学校2年3学期のときに鈴鹿市白子にあった職業学校である鈴鹿電気通信学園（電気通信省が設立した企業内学校）の募集をしていて、締め切りに間に合わないかもしれないと思いながらも応募すると受付が許可されて、20倍以上の競争率でまさか受かるとは思わなかったが合格して、学園では通信業務の訓練が10か月あり、学園卒業後に1952年（昭和27年）日本電信電話公社に入社、津電報局に配属。1955年（昭和30年）に三重県立津実業高等学校を卒業をする。さらに、公務員として社会科学の分野である政治学、経済学、法学の知識と学歴をつける必要性から、1957年（昭和32年度）に三重短期大学法経科2部（法経学科夜間学部5期生）卒業。
1972年（昭和47年）に全電通中央本部の執行委員、1978年（昭和53年）に全電通の三重県支部の委員長となる。
三重県労働協議会副議長や三重県公務員労働協議会事務局長を経て。
1983年（昭和58年）に急死した田口一男の後継として、日本社会党から第37回衆議院議員総選挙で旧三重1区に立候補、初当選をする。衆議院では総務委員会に所属した。
1986年（昭和61年）の第38回衆議院議員総選挙は社会党に逆風が吹いていたが、伊藤が最下位（5位）で90204票を獲得して滑り込み当選（社会民主連合の推薦候補）。日本社会党の特に伊藤の出身組織である全電通労組の組織力の強さを脅威と考えていて、労働組合は社会主義を支援する組織であると警戒して、中曽根康弘は新自由主義政策で国鉄からJRへの国鉄分割民営化、日本専売公社のJTへの民営化、日本電信電話公社のNTTへの民営化を行って弱体化させようとした。伊藤を中心に3公社民営化に反対したが、結果労組は弱体化してで社会党は敗北。
1990年（平成2年）に消費税を争点に、消費税解散で第39回衆議院議員総選挙が行われて、土井たか子委員長のもと土井ブームで風が吹き119582票を獲得してトップ当選する強さだった。
日本社会党三重県連合本部委員長、同党企画調査局長、同党副書記長を経て委員長田邊誠から同党中央執行委員会改革委員に起用される。
1992年（平成4年）のPKO法案の決議に護憲を掲げた日本社会党が「戦争に繋がる」と反対した際に、日本社会党の執行部は、対抗措置として日本社会党所属の衆議院議員全員で伊藤は他の議員と共に「議員辞職願」を提出した。
1993年（平成5年）に日本社会党の書記長人事があり、党内改革派として日本社会党の再建を期待されていた伊藤は副書記長から格上げされる形で書記長候補となるが、党内に政治改革を主張する伊藤の書記長就任に反対する議員がいて、このとき55年体制最後となる日本社会党の書記長人事は混乱して書記長就任が断念された。結局山花貞夫委員長は赤松広隆を書記長に起用する。同年5月に大前研一が結成した平成維新の会の研究会をまず井上一成、川島實に呼びかけて、その後平成維新の会の勉強会を日本社会党内に呼びかけて参加議員20名を得る。同年6月には、日本社会党の政策集団として平成フォーラムを結成して伊藤が代表者に就任する。同年の第40回衆議院議員総選挙（社会民主連合の推薦候補）では落選。トップ当選2回の実績から、伊藤は大丈夫とマスコミに当確を言われて、安心しきっていたこという。津市内にあるNTT三重体育館の婦人バレーボール大会（NTT主催）に出席して、「日本政治のベルリンの壁が壊れた。今、政治が変わらなければ世界の笑いものになる」と主婦たち約300人に訴えた。落選の危機感から政治改革派の議員としてアピールする作戦にして、キャッチフレーズを「改革する男」とした。自身の支持労組は稼動せず無党派層の支持票が岡田克也に票を奪われ、88317票の6位で落選をした。中選挙区の三重1区は日本社会党が社会党左派・社会党右派の両派が統一されてからずっと議席を守ってきた安全圏であった。同年の東京都議会議員選挙の日本社会党敗北の直後で逆風が吹いている事は実感していたが、最低でも滑り込み当選ができると思っていたという。同選挙区から立候補して日本新党と民社党との関係を強調して無党派層の支持をえた中井洽が頑張っていた。自分は安心していたので最後の議席争いに負けてしまったと振り返っている。社会党候補の中では東海地方で唯一の落選者となり、社会党の副書記長に就任していた社会党の幹部で党内改革派として活躍していた伊藤の落選は日本社会党が大敗した事の典型な結果であった。
1995年（平成7年）の三重県知事選挙では、自由民主党と日本社会党が推す候補の尾崎彪夫ではなくて（新進党、新党さきがけ、公明党）推薦候補の北川正恭を支持した。この事が日本社会党内に伊藤への反発を生み、日本社会党執行部と対立した事で自ら三重県本部委員長を辞職して、日本社会党が党公認候補の申請決定を白紙撤回する事態を招く。厳重注意処分となったが日本社会党執行部と対立した事から日本社会党を離党した。
民主リベラル勢力の結集を目指して、1996年（平成8年）に民主党結成に加わり、第41回衆議院議員総選挙で三重2区から立候補して、新人中川正春に敗れるが、比例復活（比例東海ブロック名簿3位の滑り込み当選）で国政復帰する。古巣の社民党とその連立相手である新党さきがけと自民党の推薦をもらい支援をうけたが、自民支援者から「あんたはずっと敵だったから鬼みたいに恐ろしい顔だと思っていたがそうでもないね」と言われた。
1997年（平成9年）、リベラル勢力の結集を目指して、「民主党三重」を旗揚げする。四日市市中部地区の近鉄四日市駅付近のホテルで民主党三重の設立パーティーを実施した。
2000年（平成12年）の第42回衆議院議員総選挙では新進党から、同じ民主党となった中川正春との調整で比例東海ブロック単独上位（名簿2位）で当選する。
2003年（平成15年）の第43回衆議院議員総選挙では自由党と民主党との合併協議で比例単独立候補はすべて不採用になり、 三重4区に国替え、比例東海ブロック当選する。三重4区は久居市と一志郡以外縁もゆかりもない選挙区であった。相手候補田村憲久の地盤が強くて民主党支援者に聞いても「小選挙区で勝つのは無理だろう」「ならどの選挙区なら勝てるのか」と聞いてもいい答えが返らなかった。田村は「伊藤さんはベテランの議員で気がぬけない」とコメントしていた。三重2区の候補者から東海比例区の単独候補となり、民主党代表菅直人、同じ三重県出身の民主党幹事長岡田克也と民主党三重県連から打診され三重4区の鞍替え候補者となり、比例では名簿が第1位と優遇されていた。
2004年（平成16年）3月10日に民主党両院議員総会で両院議員総会長に指名される。
郵政族として野党の民主党内で、日本郵政公社労働組合の組織内候補である衆議院議員・参議院議員を中心に「公社を発展させる民主党議員の会」2004年（平成16年）9月6日設立の会長に伊藤が就任して議員数91名）が結成されて、小泉内閣が提出した郵政民営化法案潰しに呼応した。民主党代表の岡田克也は郵政族で官公労組出身の伊藤に配慮して郵政民営化法案に賛成しにくかった。郵政解散前に自民党の野田聖子など郵政民営化反対派は伊藤など民主党郵政族との連携を模索した。
民主党が導入した70歳定年制で70歳の定年を機に次の衆議院議員選挙に立候補しない意思があった。2005年（平成17年）8月に三重4区を三重県議会議員であった森本哲生を後継に指名して、衆議院議員を引退した。後継者の指名と選定は三重短期大学法経科2部の後輩である森本（松阪市・飯南郡選出）とその後津市長となった、三重県議会議員松田直久（一志郡選出）を協議させた後、森本を自身の後継者に指名した。伊藤は総選挙対策長として、森本を「哲ちゃんの山を築かせて下さい、哲ちゃんの花を咲かせてください」と応援して、民主党はこのときの衆議院議員選挙で大敗したが、日本共産党の候補樹立断念と三重短期大学同窓会の応援もあり自身の後継者である衆議院議員候補の比例東海ブロックでの復活当選を成功させた。
民主党時代は党国会対策筆頭副委員長、党倫理委員、党副幹事長、衆議院では懲罰委員会の委員長を歴任した。
2003年（平成15年）に三重4区から立候補したときは、自治労三重県本部の推薦があった。三重4区の世論調査（伊勢新聞など）では、女性の支持率が低い反面、男性の支持率が高く、労組（日本電信電話公社と民営化後のNTTを中心とする全電通労組）を支持基盤として、勤労者層の支持者が多かった。典型的な社会党議員の得票傾向で中選挙区制選挙に強く、小選挙区制選挙で弱い。比例代表選挙では労働組合の組織票が見込まれるため比例名簿の上位で優遇されていた。1993年（平成5年）から～1996年（平成8年）の期間に与党であった日本社会党の議員として非自民・非共産連立政権の細川内閣、羽田内閣と自社さ連立政権の村山内閣に参加せず与党経験が一度もない野党一筋であったことを誇りにしていた。
議員引退後は、民主党三重県連の顧問となった。2006年4月の春の叙勲で旭日重光章を受章する。
2010年（平成22年）には、中央選挙管理会委員長に選出された。
2013年（平成25年）5月19日、食道がんのため津市の病院で死去した。79歳没。死没日をもって正四位に叙された。

## 政策

### 経済政策と通貨政策
- 現在は閉鎖されているが衆議院議員時代に伊藤の個人公式ホームページを開設していたが、その中で円の価値をドルと同じ価値にする1ドル＝1円の新しい通貨に切り替える、デノミネーション政策を提唱していた。デノミ推進議員連盟に所属をしていた。

### 日本社会党議員としての革新政策
- 新人議員当初は田口一男の後継者として労組出身である事から（マルクス思想）社会主義政策をとる社会党左派に所属する議員であったが、平成になり赤松広隆や山花貞夫グループの一員として社会党右派に所属して民主党結成に加わった。政策の基本理念は以下である。

1. 平和主義
2. 人権の尊重
3. 環境主義
4. 福祉国家の建設

- 社会党時代に直接カンボジアを視察してPKO問題を直接自分の目で見た行動派である。

### 夜間教育について
- 国会では高等学校の定時制と大学2部関連の法案の審議に取り組んだ。三重県内の定時制高校の卒業式には祝電を送っていた。

### 選択的夫婦別姓制度
- 選択的夫婦別姓制度導入に賛同[5]。

### 受動喫煙問題
- 健康増進法を努力規定ではなく義務規定として、受動喫煙防止を徹底することに反対[6]。

### その他
- 私学助成金の推進。
- 障害者支援の拡充。
- 住民基本台帳ネットワークシステムの反対。
- 郵政民営化に反対。
- 静岡空港建設反対の国会議員署名活動で署名者に加わっている[7]。

## 人物
- 尊敬する人物は坂本龍馬、周恩来。
- 座右の銘は「愛人尊命」「人生一度」。
- 趣味は絵画[8]、音楽鑑賞、スポーツ（ゴルフ）。
- 好物はうどん（特に地元三重県の伊勢うどん）
- アンケート調査では国会議員時代は喫煙者である[6]。20歳にたばこを吸い始め、高齢になると禁煙していた。
- 菅直人とは伊藤が日本社会党時代、菅直人が社会民主連合時代からの親しいおいこらの仲だった。

## 著書
- 通信ビッグバン エヌ・ティ・ティ出版 1998年